# Microibidion fluminense
Microibidion fluminense là một loài bọ cánh cứng trong họ Cerambycidae.